# Jak se učil Honzík latinsky
Jak se učil Honzík latinsky, někdy také Jak se učil Honza latinsky a Jak se Honzík učil latinsky, je krátká satirická pohádka od české spisovatelky Boženy Němcové. Poprvé se objevila v sedmém svazku Národních báchorek a pověstí, který byl vydán 20. listopadu 1847, v období národního obrození. Pohádka je určena malým dětem a mladým čtenářům a vypráví o Honzovi, který se chce stát velkým pánem. Na základě doporučení ze strany táty toho chce dosáhnout tím, že se ve světě naučí latinsky.

## Děj
Honzík se svěřuje svému tátovi o tom, že by se chtěl stát velkým pánem. Otec mu říká, že toho docílí naučí-li se latinsky. Proto Honzík vyráží do světa a po cestě poslouchá, co si ti velcí pánové říkají. Brzy se naučí čtyři krátké věty „Sud kulatý – rys tu pije – tu je kára – ten tu ryje“. Po uvážení si řekl, že toho umí dost na to, aby se už mohl vrátit domů a být velkým pánem. 
Když se setká se svými rodiči mluví s nimi pouze latinsky a na všechny otázky odpovídá pouze tím, co se ve světě naučil. Nešťastní rodiče, došli si pro radu, jak Honzu naučit znovu česky. Pastýř jim poradil, ať nečekaně polijí studenou vodou Honzovi hlavu. Tak učinili a Honza z leknutí zase mluvil česky a na latinu dočista zapomněl.

## Přijetí a interpretace
Božena Němcová se díky vydání sedmi svazků Národních báchorek a pověstí stala předním českým pohádkářem. Pohádka následně vyšla v mnoha výborech. Název této pohádky převzalo nakladatelství Albatros v roce 1982 a použilo jej jako souhrnný název pro vydání šesti pohádek (Jak se Honzík učil latinsky, Půjčka za oplátku, Kdo snědl holoubátka?, O hloupém Honzovi, Kmotr Matěj, Kdo je hloupější?). Kniha vyšla v sešitové vazbě, náklad činil 76 000 ks a ilustrátorkou byla Kateřina Marinová.
Dílo patří mezi pohádky s výchovným zaměřením. Výchovným záměrem této pohádky je ukázání, jak je potrestána pýchy a naparování se nad ostatními, s cílem být lepším a pokornějším člověkem.
Pohádka zároveň využívá prvků z české historie, kdy v dobách před národním obrozením společnost mluvila primárně německy a latinsky uměla vysoká vrstva. Díky tomu vznikl klasický folklorní repertoár v řadě zemí, včetně Česka, kde se mezi tehdejšími studenty tradoval žert vyprávějící o mládenci, který se vrátil ze studií a předstírá, že hovoří pouze latinsky. Obdoby tohoto příběhu mají mnoho podob. V českém prostředí je její nejznámější podobou právě pohádka Jak se Honzík učil latinsky.